# Pholoides mendeleevi
Pholoides mendeleevi är en ringmaskart som först beskrevs av Averincev 1978.  Pholoides mendeleevi ingår i släktet Pholoides och familjen Pholoidae. Inga underarter finns listade i Catalogue of Life.